# Nova Twins
Nova Twins est un duo de rock anglais formé à Londres, en Angleterre, en 2014, composé de la chanteuse/guitariste Amy Love et de la bassiste Georgia South. Leur dernier album, Supernova, est sorti en juin 2022.

## Carrière
Love et South sont des amies proches depuis l'enfance et ont joué dans des groupes souvent réservés sur la même affiche. Toutes deux viennent d'un milieu mixte ; Love est d'origine iranienne et nigériane, et South est d'origine jamaïcaine et australienne. Le père de Georgia South, William South, est également musicien. Elles forment un groupe ensemble en 2014 nommé BRAATS, sortant la chanson Bad Bitches sous ce nom. Plus tard cette année-là, elles choisissent le nom de Nova Twins et sortent leur première chanson Bassline Bitch sous ce nom, en avril 2015,,,. Cette chanson attire l'attention du label indépendant Robotunes, qui les signe et sort leur premier EP éponyme en 2016.
Après un spectacle au festival français Rencontres Trans Musicales en décembre 2016, Nova Twins passent la majeure partie de 2017 en tournée dans plusieurs pays et jouent en tant que première partie de la tournée de Prophets of Rage. Cette même année, Tom Morello les décrit comme « le meilleur groupe dont vous n'avez jamais entendu parler ». Depuis, elles ont servi de première partie pour Wolf Alice, Little Simz, Dream Wife, Black Honey, Enter Shikari et Skunk Anansie. En 2017, elles auto-publient les singles Thelma & Louise et Mood Swings, et lancent leur propre ligne de vêtements personnalisés appelée Bad Stitches,.

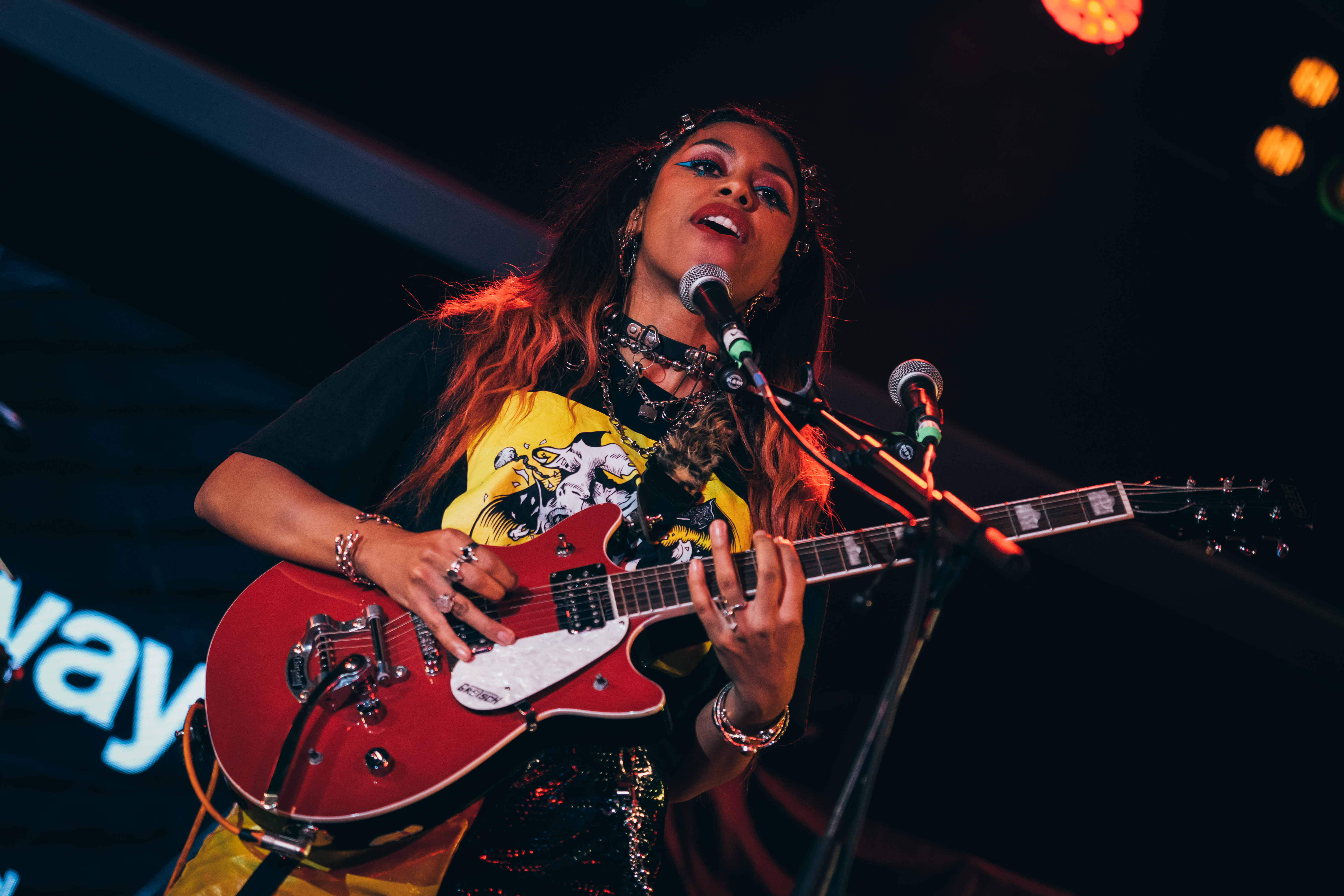
La guitariste Amy Love.

En 2018, Nova Twins sortent les singles Hit Girl et Lose Your Head. Elles continuent de tourner en Europe et en Amérique, avec une apparition au festival Afropunk (en) à Brooklyn. Vers la fin de l'année, elles commencent à enregistrer leur premier album avec le producteur Jim Abbiss. En 2019, elles tournent avec Fever 333 et Prophets of Rage. Les singles Devil's Face et Vortex de leur nouvel album sortent avec des clips vidéo. Elles collaborent également avec plusieurs marques, dont Dr Martens sur une campagne mondiale, en contribuant à la fois à la musique et aux visuels. Il est révélé plus tard dans l'année qu'elles ont signé sur le label 333 Wreckords Crew de Fever 333.

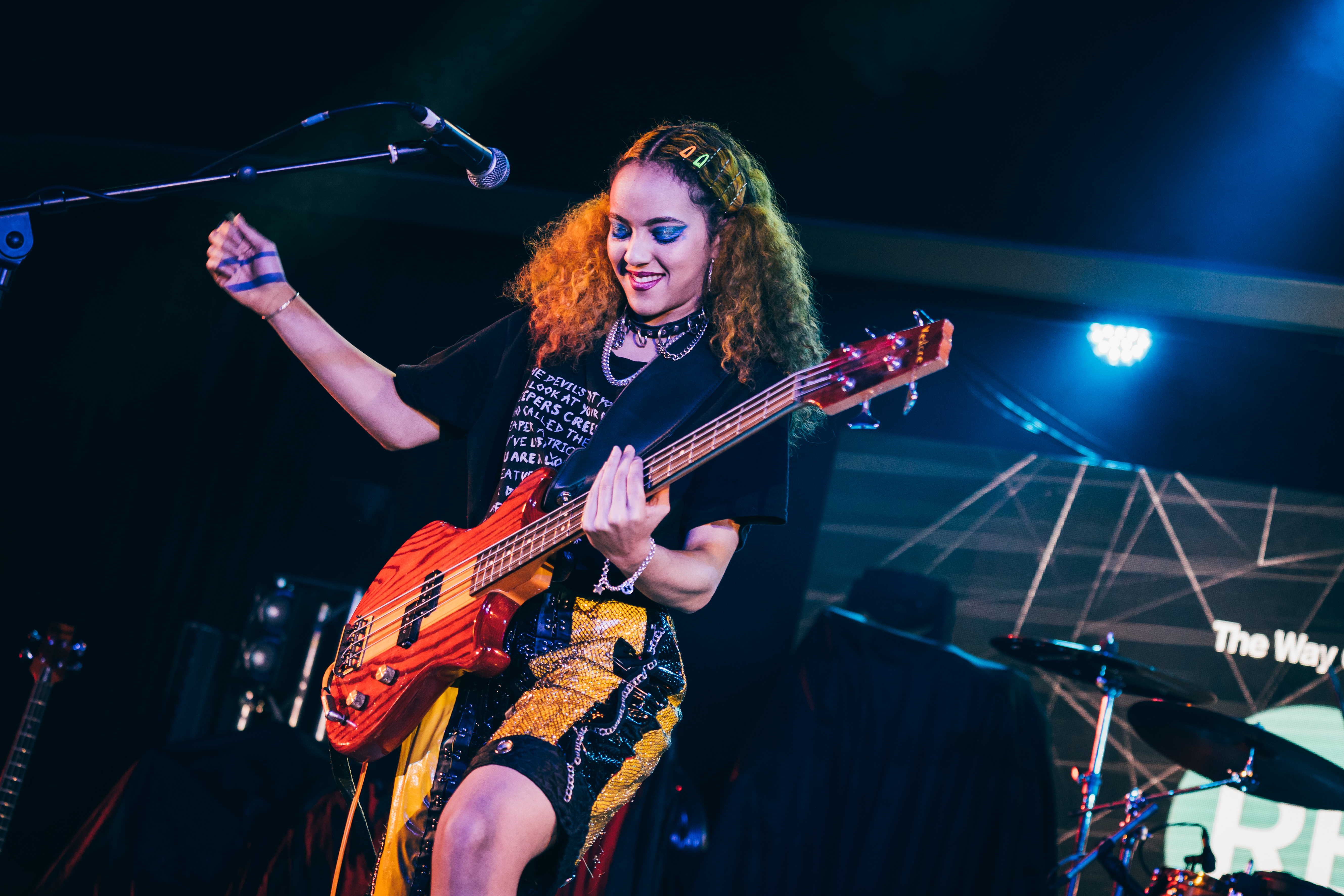
La bassiste Georgia South.

Leur premier album Who Are the Girls? (en) est publié le 28 février 2020. L'album reçoit des critiques positives de Kerrang! ou encore Crash. Le groupe remporte le prix du meilleur nouveau groupe britannique aux Heavy Music Awards 2020. Leur deuxième album Supernova sort le 17 juin 2022. Supernova est sélectionné pour le prix Mercury 2022.

## Style musical
Nova Twins est décrit par le Guardian comme un « duo lourd en basses fusionnant grime et punk », et par elles-mêmes comme du « punk urbain ». PRS for Music les décrit comme « un amalgame d'énergie punk brute, d'électronique rave illégale et d'attitude crasse sans vergogne ».

## Membres
- Amy Love — chant, guitare
- Georgia South — guitare basse, claviers, chœurs

## Discographie

### Albums studio
- 2020 - Who Are the Girls?
- 2022 - Supernova
- 2025 - Parasites & Butterflies

### EP
- 2016 - Nova Twins
- 2017 - Thelma & Louise
- 2017 - Mood Swings

### Single
- 2018 : Hit Girl
- 2018 : Mood Swings
- 2018 : Lose Your Head
- 2019 : Devil's Face
- 2019 : Vortex
- 2020 : Taxi
- 2020 : Play Fair
- 2021 : Antagonist
- 2022 : K.M.B.
- 2022 : Cleopatra
- 2022 : Puzzles
- 2022 : Choose Your Fighter